# Si alza il vento
Si alza il vento (風立ちぬ?, Kaze tachinu) è un film d'animazione del 2013 scritto e diretto da Hayao Miyazaki.
La pellicola è l'adattamento cinematografico dell'omonimo manga dello stesso Miyazaki, a sua volta vagamente ispirato all'omonimo romanzo di Tatsuo Hori. Si tratta di un'opera semi-biografica che rielabora in maniera fittizia un periodo della vita di Jirō Horikoshi (1903–1982), progettista e inventore del Mitsubishi A5M e del modello successivo Mitsubishi A6M "Zero", gli aerei da caccia usati dalla Marina imperiale giapponese durante la seconda guerra mondiale.
Durante una conferenza tenutasi il 6 settembre del 2013 a Musashino, Miyazaki lo definì il suo ultimo lungometraggio, considerando l'età avanzata come un impedimento a realizzarne altri; tuttavia, nel 2017, egli decise di tornare sui suoi passi e di realizzare un nuovo lungometraggio, Il ragazzo e l'airone, completato nel 2023.
Prodotto dallo Studio Ghibli, con Nippon Television, Dentsu, Hakuhodo DY Media Partners, Walt Disney Japan, Mitsubishi, KDDI e Toho, che l'ha anche distribuito, uscito nelle sale giapponesi il 20 luglio 2013 e presentato in concorso alla 70ª Mostra internazionale d'arte cinematografica di Venezia, Si alza il vento fu il più grande successo del 2013 al botteghino giapponese e venne acclamato dalla critica cinematografica mondiale. Inoltre venne candidato a numerosi e prestigiosi riconoscimenti, come l'Oscar al miglior film d'animazione, il Golden Globe per il miglior film straniero e il premio della Japanese Academy nella categoria della Miglior animazione dell'anno.

## Trama
(Paul Valéry, Le Cimetière marin)
Nel Giappone del 1918, alla fine della Prima guerra mondiale, Jirō Horikoshi, un ragazzino di provincia, spera di diventare un pilota d'aereo, ma la sua miopia glielo impedisce. Ispirato da una rivista d'aviazione, Jirō sogna il famoso progettista d'aerei italiano Caproni, che gli fa capire quanto costruirli sia meglio che farli volare.
Cinque anni dopo, Jirō prende un treno diretto a Tokyo per studiare ingegneria e a bordo incontra una ragazza di nome Nahoko che viaggia con la domestica. Durante il viaggio, il devastante terremoto del Kanto del 1923 costringe il treno a fermarsi e semina distruzione tutto intorno, la domestica si rompe una gamba e Jirō corre in suo aiuto trasportandola in spalla vicino alla casa di famiglia di Nahoko; risolta l'emergenza, il ragazzo se ne va senza lasciar detto il suo nome.
Finiti gli studi, Jirō inizia a lavorare allo stabilimento della Mitsubishi e viene assegnato a un team di progettisti di aerei da caccia. Su mandato dell'azienda, si reca in Germania per acquisirne le tecniche di costruzione e per ottenere la licenza di produzione di uno Junkers G 38. Sogna ancora Caproni, che gli spiega quanto il mondo sia migliore grazie alla bellezza degli aerei, anche se gli esseri umani li usano come armi di distruzione.
Nel 1932 Jirō viene promosso a ingegnere capo per la progettazione del Mitsubishi 1MF10, un caccia monoplano imbarcato per la marina militare, ma il progetto fallisce miseramente. Deluso, visita un luogo di villeggiatura estiva e qui incontra di nuovo Nahoko. I due si fidanzano, ma la ragazza, che ha la tubercolosi, si rifiuta di sposarlo fino a quando non sarà guarita. Un turista tedesco, Hans Castorp, critico del regime nazista e della politica guerrafondaia giapponese, assiste alla storia d'amore dei due prima di scampare all'arresto da parte della polizia imperiale.
La malattia di Nahoko peggiora, provocandole un'emorragia ai polmoni. Jirō oltre alla preoccupazione per la salute della sua amata, deve fare i conti con la polizia segreta, che lo cerca perché entrato in contatto con Castorp. Il ragazzo viene quindi tenuto nascosto in casa del suo supervisore Kurokawa, mentre lavora al nuovo progetto per la marina. Nahoko per recuperare le forze si reca in un sanatorio, ma non riuscendo a stare lontano dal fidanzato, ritorna da lui. Gli ospitanti di Jirō, per consentire ai due di vivere sotto lo stesso tetto, organizzano quindi un matrimonio tradizionale. Sebbene la salute di Nahoko non migliori, lei e il neo sposo passano dei bei momenti insieme.
Finito il progetto, Jirō deve partire per recarsi al collaudo di uno dei suoi prototipi: il Ka-14, che sarebbe diventato il Mitsubishi A5M. Nahoko, rimasta sola in casa, sempre più debole a causa della malattia, decide di ritornare di nascosto al sanatorio per morirvi, lasciando delle lettere di addio al marito, ai familiari e agli amici. Al sito di collaudo, Jirō viene distratto dal suo successo da una raffica di vento: non lo sa ancora, ma Nahoko non c'è più.
Con l'entrata dell'Impero giapponese nella Seconda guerra mondiale nel 1941, Jirō in uno dei suoi sogni fa di nuovo visita a Caproni a cui dice quanto rimpianga che i suoi aerei siano stati usati in guerra. Caproni lo conforta, rispondendogli che comunque il sogno di Jirō di costruire un aereo bellissimo è stato realizzato: un gruppo di Zero sfreccia davanti ai due. Nahoko compare nel sogno ed esorta il marito a vivere.

## Personaggi

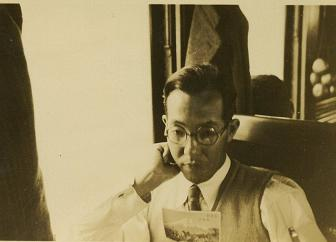
Jirō Horikoshi nel 1938 in viaggio su un treno

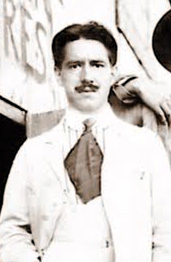
Giovanni Battista Caproni

- Jirō Horikoshi (堀越二郎?, Horikoshi Jirō): il protagonista del film, è appassionato di aerei fin dall'infanzia, studia ingegneria aeronautica all'Università Imperiale di Tokyo. Durante un viaggio in Germania con altri colleghi immagina il progetto di un aereo da caccia. Tornato in Giappone, è incaricato dalle autorità di creare un aereo per la marina militare, ma il progetto fallisce e per riprendersi dal fallimento si ritira in villeggiatura a Karuizawa, qui ritrova Nahoko, che aveva incontrato per la prima volta anni prima. Dimostrerà tutto il suo talento nella progettazione del prototipo Ka-14, che darà vita al caccia Mitsubishi A5M e in seguito, in qualità di ingegnere capo della Mitsubishi, svilupperà il famoso aereo da caccia Zero[12][17].
- Nahoko Satomi (里見菜穂子?, Satomi Nahoko): Jirō la incontra giovanissima in un treno per Tokyo. Dopo averla aiutata a raggiungere casa durante il terribile terremoto del Kantō, i loro cammini si separeranno, poi i due si ritroveranno a Karuizawa. Si confesseranno di essersi innamorati al loro primo incontro, il loro amore è però ostacolato dalla tubercolosi di Nahoko, che morirà poco tempo dopo il loro matrimonio improvvisato[16][17].
- Caproni (カプローニ?, Kapurōni): il personaggio è ispirato a Giovanni Battista Caproni, ingegnere aeronautico italiano e fondatore dell'azienda aeronautica Caproni. Jirō lo incontra diverse volte in sogno ed è per lui un'importante fonte d'ispirazione e d'incoraggiamento nei momenti difficili[12][17].
- Kirō Honjō (本庄 季郎?, Honjō Kirō): ingegnere aeronautico, amico e collega di lavoro di Jirō. I due si incontrano sui banchi dell'Università Imperiale di Tokyo. Lavora al prototipo Mitsubishi G3M, il primo bombardiere giapponese dell'era moderna[12].
- Kurokawa (黒川?): il capo di Jirō. Molto rigoroso sul lavoro, fin dall'inizio gli affida progetti molto difficili. Comprensivo verso Jirō, lo proteggerà dalla polizia speciale giapponese. Anche se disapprova l'amore tra Nahoko e Jirō, fa tutto il possibile per aiutarli e accetta di fare il testimone al loro matrimonio tradizionale, celebrato a casa sua[12].
- Castorp (カストルプ?, Kasutorupo): tedesco residente a Karuizawa. Per caso, alloggia nello stesso albergo di Jirō e Satomi e assiste quindi alla storia d'amore di Jirō e Nahoko. Disprezza i nazisti e la politica militarista giapponese. Il nome Hans Castorp era stato utilizzato dallo scrittore tedesco Thomas Mann per il protagonista del romanzo La montagna incantata[15][17].
- Satomi (里見?): padre di Nahoko. È lui che dirà a Jirō, durante una vacanza in montagna in cui si incontrano, della malattia di sua figlia[15].
- Kayo Horikoshi (堀越加代?, Horikoshi Kayo): sorella minore di Jirō. Da adulta diverrà medico e si renderà subito conto della gravità della malattia di Nahoko[15].
- Hattori (服部?): responsabile del gruppo di lavoro di Jirō, è lui che lo manda in Germania dopo il fallimento del primo progetto. Cosciente del talento di Jirō, ne raccomanda più volte il lavoro presso le autorità.
- Junkers: ingegnere meccanico tedesco, progettista di aerei e fondatore della società metallurgica Junkers & Co. Sviluppa il primo aereo interamente di metallo, lo Junkers J 1, nel 1915. Durante il loro viaggio in Germania, Jirō e Honjō lo incrociano per caso durante una visita a un hangar della sua società: permetterà ai due di visitare l'interno dei suoi aerei[15].

## Produzione

### Genesi del progetto
Da sempre appassionato di aerei e aviazione, Hayao Miyazaki cominciò a delineare una storia sulla vita di Jirō Horikoshi nel 2008, dopo il completamento di Ponyo sulla scogliera. Il frutto delle sue ricerche si concretizzò in un breve manga, pubblicato a puntate sulla rivista mensile Model Graphix da aprile 2009 a gennaio 2010, per il cui titolo si rifece al romanzo di Tatsuo Hori, Kaze tachinu, a sua volta ispirato ad un passo del poema Le Cimetière marin di Paul Valéry, "Le vent se lève" (lett. "Si alza il vento").

Inteso come un semplice diletto personale, Miyazaki non prevedeva di dare seguito alla cosa, ma, dopo aver letto il suo lavoro, il produttore Toshio Suzuki gli suggerì di trarne il suo prossimo lungometraggio d'animazione. Inizialmente scettico all'idea che una storia che affrontava in maniera diretta un soggetto come la guerra fosse adatto ad un pubblico di bambini, per il quale avrebbe dovuto essere concepita l'animazione e target tradizionale delle opere dello Studio Ghibli, egli cedette infine all'insistenza del collega e, il 28 dicembre 2010, diede il via libera al progetto. Parlando all'Asahi Shinbun nel 2013, affermò:
In un'altra intervista del 2011, Miyazaki aveva inoltre rivelato di essere stato ispirato, durante la realizzazione dell'opera, dalla lettura di una frase di Horikoshi: «Tutto quello che volevo fare era creare qualcosa di bello».

### Regia e sceneggiatura

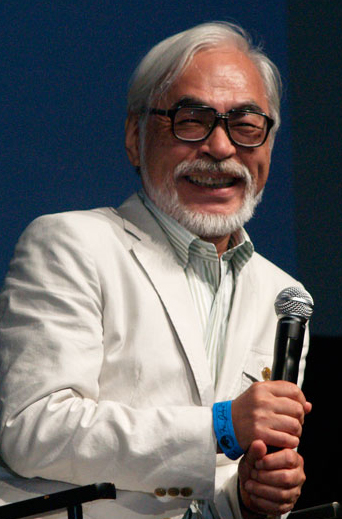
«Voglio creare qualcosa di realistico, fantastico, a tratti caricaturale, ma, nel complesso, un bel film.»
—Hayao Miyazaki

Con l'anno nuovo Miyazaki iniziò immediatamente a realizzare lo storyboard. Nella proposta di progetto avanzata allo Studio Ghibli, egli descrisse sommariamente le premesse del film e la trama generale: l'opera avrebbe descritto la società giapponese degli anni Trenta, seguendo un periodo della vita di Jirō,  fino alla creazione del suo modello più rappresentativo, lo Zero, ponendo attenzione anche alla sua vicenda d'amore con Nahoko, una ragazza malata di tubercolosi (come la protagonista appunto del romanzo "Si alza il vento" di Tatsuo Hori) e ad alcuni suoi sogni nei quali ci sarebbe stato Caproni, «per aggiungere un po' di colore al racconto». La relazione amorosa è un elemento narrativo interamente fittizio (mentre la carriera di Horikoshi è più fedele alla realtà storica) e fu appositamente concepita affinché il lungometraggio non fosse soltanto focalizzato sulla realizzazione di un aereo da guerra, ma anche sulle aspirazioni e sui sentimenti del protagonista e sul tentativo di vivere la vita pienamente in tempi sconvolti da grandi conflitti bellici. Il ricorso alla rappresentazione di scene oniriche permise inoltre a Miyazaki di superare la difficoltà di raffigurare i sentimenti del vero ingegnere giapponese, viste le scarse fonti lasciate al riguardo nei suoi scritti personali.
Il regista incontrò subito difficoltà con la sceneggiatura e lo storyboard ed il suo lavoro procedette molto lentamente. Era timoroso infatti che il film non avrebbe incontrato i gusti del pubblico e non intendeva ancora, in queste fasi iniziali, rinunciare all'interesse dei più piccoli. Inoltre era la prima volta che si accostava alla creazione di una storia basata su un personaggio realmente esistito e con un arco narrativo che doveva coprire trent'anni di storia e che quindi era ben lontano dai soliti tre o quattro giorni in cui si esaurivano le vicende delle sue produzioni precedenti. Il soggetto, tra l'altro, era particolarmente delicato (la vita di un progettista di un aereo da combattimento per l'esercito imperiale) e suscitò dissensi anche all'interno dello studio, tra chi non voleva passare per apologeta della guerra; anche Miyazaki era consapevole di questo problema, visto che da sempre la sua passione per gli aeroplani militari strideva con il suo pacifismo. Il terremoto dell'11 marzo 2011, avvenuto a lavori già iniziati, pose il nuovo problema di quanto potesse essere indelicato, in quel momento, raffigurare nel film il sisma del Kantō del 1923.
Ad ottobre 2012 il grosso dello storyboard era completato, ma l'autore era ancora incerto su come far finire la storia. Egli sentiva infatti che il decollo dell'aereo non doveva per forza essere una conclusione soddisfacente e non riusciva a trovare un modo per descrivere efficacemente la reazione di Jirō nel vedere il suo sogno trasformato in strumento per uccidere. Questa sua indecisione si ripercosse sui disegni: aveva infatti chiesto agli animatori di disegnare l'ingegnere «con una faccia neutra e senza dargli troppi sentimenti», scatenando delle diffuse lamentele tra i collaboratori, che avevano difficoltà a seguire questa sua direttiva. La visita di un'esposizione sulla lebbra e sulle condizioni di vita dei contagiati, i quali, seppur osteggiati e ammassati in lazzaretti, cercavano di vivere la propria vita dignitosamente, gli fece comprendere il valore di un'esistenza vissuta al completo. Al di là delle circostanze storiche, capì quindi che Jirō doveva cercare di vivere anche nel suo tempo, dove la guerra non era una scelta per la gente, e riprese in mano una serie di tavole del primo progetto fallimentare del personaggio, accentuando il suo tratto e l'espressione per sottolineare la sua determinazione nell'andare avanti. Infine fece separare i due protagonisti, con il ritorno al sanatorio di Nahoko, decidendosi per il finale definitivo, che, dal suo punto di vista, non doveva essere triste.

### Design e scenografia

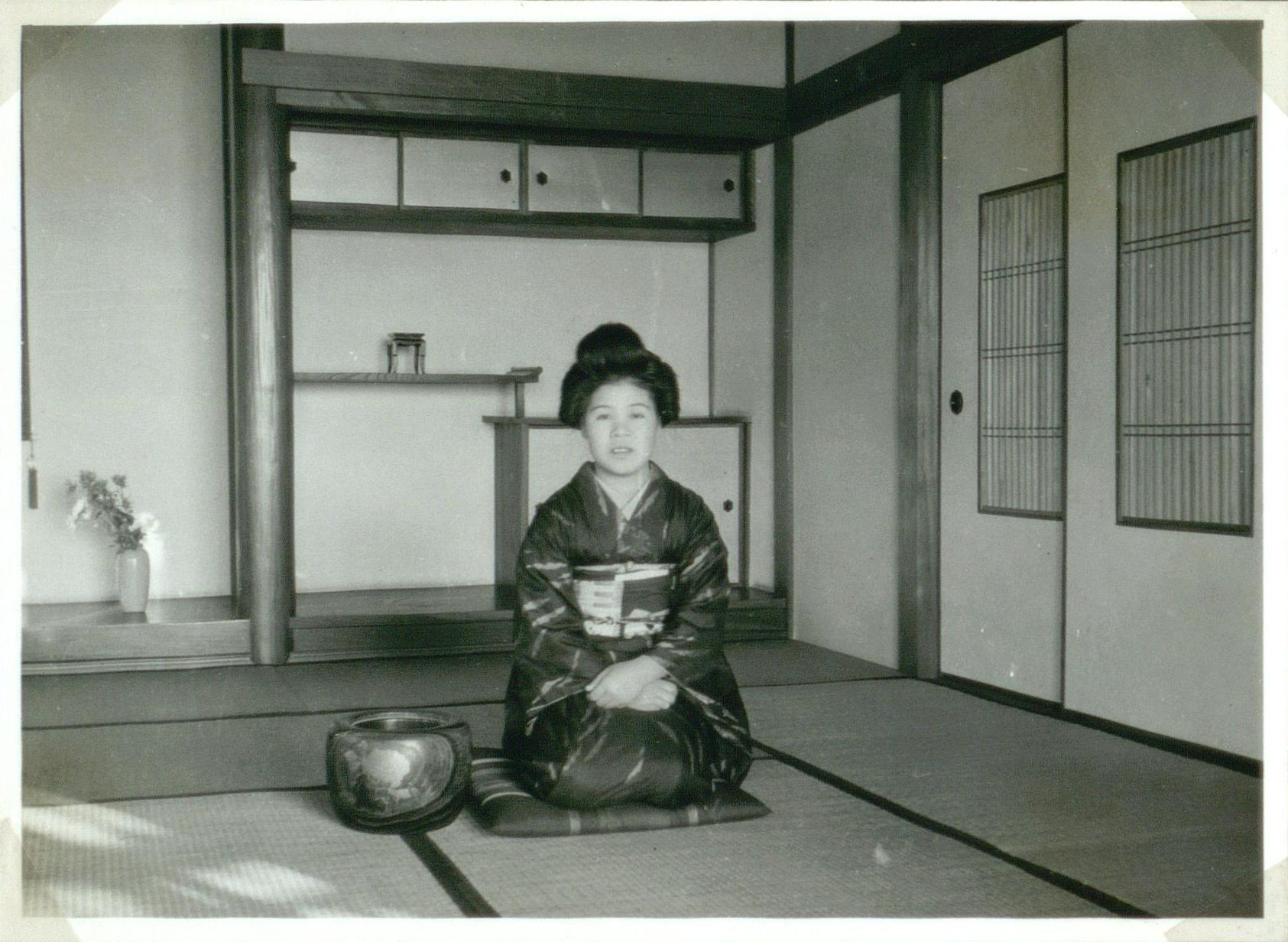
Donna in kimono sul tatami di un albergo di Shimabara (1935)

Più realista dei precedenti film di Miyazaki, Si alza il vento tenta di ricostruire e di mostrare sullo schermo il Giappone degli anni Venti e Trenta, un'epoca in cui si portavano ancora gli abiti tradizionali, si avevano maniere molto cerimoniali anche tra i membri di una stessa famiglia, e che era contraddistinta da grande povertà in un Paese ancora prevalentemente rurale e segnato dalle conseguenze della crisi economica del 1929. Se Miyazaki poteva contare sui propri ricordi per quella che era la generazione dei suoi genitori, gli animatori dello studio dovettero lavorare molto intensamente per la ricostruzione storica, in quanto la società nipponica era molto cambiata e le tradizioni di quel periodo stavano andando rapidamente scomparendo. Venne ricercata ed assunta allora una donna che conoscesse ancora gli usi ed il modo appropriato di indossare un kimono, ripiegarlo e riporlo e questo lavoro di documentazione fu portato avanti anche grazie ad un gran numero di vecchie foto. Come fonti d'ispirazione per «le dure condizioni in cui la società giapponese si è evoluta prima della guerra», il regista citò i film in bianco e nero di Yasujirō Ozu, Tomu Uchida e Mikio Naruse. Tale stessa logica di realismo fu usata nella rappresentazione del tabagismo, altro tratto comune tra i giapponesi di quel decennio, soprattutto tra gli studenti.
Per ricreare l'abitazione dove vivono Jirō e Nahoko, Miyazaki si ispirò alla casa della famiglia Maeda, a Tamana nella prefettura di Kumamoto, dove visse l'apprezzato scrittore Sōseki Natsume (1867-1916), che visitò nel 2010, in occasione di un viaggio organizzato dallo Studio Ghibli per i suoi dipendenti. Tra gli altri luoghi rappresentati nel film si riconoscono: la città di Tokyo, dove il giovane Jirō frequenta la facoltà di ingegneria aeronautica all'Università Imperiale; Fujioka, la città che gli ha dato i natali; la pianura del Kantō, teatro nel 1923 di un devastante terremoto in concomitanza con il primo incontro tra lui e Nahoko durante un viaggio in treno; Karuizawa, la cittadina dove i due si ritrovano dopo dieci anni dal loro primo incontro; la città tedesca di Dessau, presso cui si trovano gli stabilimenti Junkers, operanti nel settore aeronautico civile e militare; e Kakamigahara, presso la quale sorgono le fabbriche Mitsubishi nelle quali sono progettati e sviluppati gli aerei Mitsubishi A6M.

#### Gli aerei del film
Il film presenta una vasta gamma di aerei storici:
|  | Caproni Ca.36 Progettato da Caproni come bombardiere della prima guerra mondiale. Nel film: compare durante il primo sogno di Jirō e in una rivista di aeronautica in lingua inglese che viene data al giovane Jirō da un suo insegnante. |
|  | Caproni Ca.40 Bombardiere usato alla fine della prima guerra mondiale. Nel film: compare durante il primo sogno di Jirō. |
|  | Caproni Ca.48 Caproni lo ricavò dalla serie 4, trasformandolo da aereo da guerra a aereo di linea. Nel film: compare durante il primo sogno di Jirō. |
|  | Caproni Ca.60 Transaereo Aereo costruito da Caproni e concepito come idrovolante transatlantico adibito al trasporto di 100 passeggeri. Il 4 marzo 1921, nel secondo test di volo sul Lago Maggiore, raggiunse i 18 metri di altezza per poi cadere rovinosamente sul lago danneggiandosi irreparabilmente. Nel film: compare durante il primo sogno di Jirō. Successivamente, compare anche in un flashback in cui Caproni testa l'aereo sul Lago Maggiore. |
|  | Caproni Ca.90 Costruito nel 1929, era il più grande bombardiere dell'epoca. Nel film: compare nel sogno che Jirō fa in Germania. |
|  | Junkers G 38 Aereo di linea sviluppato dalla Junkers nei tardi anni Venti. Nel film: compare durante la visita di Jirō all'hangar della Junkers. |
|  | Junkers F 13 Piccolo aereo adibito al trasporto passeggeri, costruito dalla Junkers, fu diffuso in più di 30 paesi. Nel film: compare in un angolo, nella fabbrica della Junkers. |
|  | Mitsubishi 1MF2 Testato il 13 giugno 1928, andò a pezzi, il collaudatore fu il primo pilota giapponese a salvarsi col paracadute. Nel film: Hattori, Jirō e Kurokawa assistono al primo test di volo. |
|  | Nakajima A1N Caccia Imbarcato della Marina, prodotto dalla Nakajima, concorrente della Mitsubishi; sottoposto alla valutazione comparativa con i concorrenti, il modello A1N vinse la fornitura di 50 esemplari. Nel film: mentre sono a bordo di una portaerei, Jirō e Kurokawa lo vedono fallire il decollo e finire in mare. |
|  | Mitsubishi B1M Aerosilurante e bombardiere leggero in azione nella guerra di Shanghai del 1932 a Suzhou. Nel film: Jirō e Kurokawa vengono "innaffiati" per ben due volte dall'olio del motore di questo aereo. |
|  | Mitsubishi 1MF10 Sviluppato dalla Mitsubishi, con monoscocca in duralluminio, nel luglio del 1933 in un volo di test andò distrutto, senza conseguenze per il pilota. Jirō Horikoshi, criticando il suo stesso operato, lo paragonò ad "un'anatra stordita". Nel film: Jirō assiste ad un test di volo, l'aereo decolla con successo da una pianura erbosa.                                                                                                  |
|  | Hanriot HD-14 Mitsubishi Army Type Ki 1. Nel film: è il primo aereo che Jirō, appena assunto, vede in riparazione. |
|  | Mitsubishi G1M Bombardiere a lungo raggio, bimotore, ad ala media basato a terra, sviluppato dalla Mitsubishi nei primi anni Trenta e rimasto allo stadio di prototipo. A capo del progetto c'era Kiro Honjō. Nel film: Jirō va a vedere l'aereo sviluppato da Honjō. |
|  | Mitsubishi G3M Attivo durante la seconda guerra sino-giapponese, bombardò molte città cinesi. Nel film: appare in una conversazione tra Jirō e Honjō, mentre bombarda delle città cinesi. |
|  | Polikarpov I-15 Uno dei caccia più importanti della seconda guerra sino-giapponese, prodotto dall'Unione Sovietica, faceva parte della Forza Aerea della Repubblica di Cina. Nel film: appare durante la suddetta conversazione, prende di mira il serbatoio di uno degli aerei giapponesi, evidenziandone la mancanza del corazzamento anti-proiettile. |
|  | Ka-14 Il 4 febbraio 1935 avviene il test che supera di gran lunga le aspettative della marina giapponese. Nelle sue memorie personali, Horikoshi scrisse che questo fu il suo progetto più soddisfacente. Nel film: mentre Nahoko lascia casa e ritorna per l'ultima volta al sanatorio, Jirō assiste al primo volo di test. |
|  | Mitsubishi A6M Progettato da Horikoshi e costruito dalla Mitsubishi, lo "Zero" entrò in guerra alla fine di luglio del 1940. Prima della fine del 1942, era considerato il più pericoloso tra gli aerei sul teatro di guerra del Pacifico. Nel film: ultimo sogno di Jirō e ultima sequenza. |
|  | Nakajima G8N Bombardiere quadrimotore prodotto dall’azienda giapponese Nakajima Hikōki e usato dalla Dai-Nippon Teikoku Kaigun Kōkū Hombu. Nel film: ultimo sogno di Jirō, nel cimitero degli aerei. |
|  | Nakajima Ki-43 Monomotore da caccia tattico ad ala bassa prodotto dall'azienda giapponese Nakajima Hikōki KK dalla seconda parte degli anni trenta e noto anche come Hayabusa. Nel film: ultimo sogno di Jirō, nel cimitero degli aerei. |

### Animazione
Il processo di animazione vero e proprio cominciò nel luglio 2011 e mobilitò un team di duecento persone, concludendosi nel giugno del 2013. Il budget stanziato per il film venne stimato in 30 milioni di dollari e per due ore di filmato furono necessarie circa 160.000 tavole, controllate personalmente una per una da Hayao Miyazaki. A causa dell'età avanzata e della vista sempre più debole tuttavia, non poté dedicare le sue solite 12-14 ore giornaliere al lavoro, limitandosi a circa sette. Grande cura fu riservata alle scene affollate, in modo che i personaggi della massa non fossero rappresentati come delle mere comparse di sottofondo, ma che si facesse intuire che dietro ognuno di loro ci fosse una vita; per questo una scena di pochi secondi richiese fino a un anno e tre mesi di tempo prima di vedere la luce.
Come per gli altri film dello Studio Ghibli, il lungometraggio venne realizzato ricorrendo in gran parte all'animazione tradizionale; la computer grafica è infatti presente in minima parte, unicamente per assemblare i disegni a mano o per corredarli. Si ricorse inoltre a pochi effetti digitali per fare la neve, il movimento delle nuvole, o per evidenziare la distorsione della vista dovuta alla miopia di Jirō. In una sola sequenza invece si dovette ricorrere in modo più massiccio alla CGI: nella scena in cui Jirō e Nahoko camminano sotto la pioggia, che passa da intensa a più lieve, fino a fermarsi del tutto. Infatti con il disegno tradizionale (con il quale per rappresentare la pioggia si devono effettuare dei tagli nei fogli di rodovetro) si poneva il problema di non poter dare intensità diverse di precipitazione e di non poter sempre riutilizzare le tavole. La tecnica del camera mapping, ovvero di proiettare scenari prearrangiati su intelaiature 3D, permise infine di rendere in modo efficace e poco dispendioso il senso di movimento (e questo si nota nelle scene in cui Jirō guarda il paesaggio dal treno o quando Kayo vede Nahoko andarsene attraverso i finestrini dell'autobus).

### Doppiaggio ed effetti sonori

Hideaki Anno, doppiatore originale di Jirō Horikoshi

La scelta del doppiatore per il ruolo di Horikoshi pose non pochi problemi al team di produzione: se da un lato si era infatti d'accordo sulle caratteristiche della voce del personaggio (Jirō è un uomo riservato, che parla spesso in tono neutro), dall'altro non si riusciva a trovare una voce adatta al ruolo. Nel dicembre del 2012, dato che i tempi cominciavano a stringere, Suzuki propose a Miyazaki di fare un'audizione ad un regista di loro conoscenza, Hideaki Anno, perché, anche se non aveva esperienza nel mondo del doppiaggio, il suo modo di parlare e la sua personalità sembravano appropriate per il protagonista. Noto per le serie anime Nadia - Il mistero della pietra azzurra e soprattutto Neon Genesis Evangelion, egli era anche loro amico e vecchio animatore (fu uno degli animatori di Nausicaä della Valle del vento). Molto soddisfatto dalle prime audizioni, Miyazaki accettò e Anno divenne la voce del protagonista:
(Hideaki Anno)
Gli altri ruoli furono attribuiti più facilmente: Nahoko fu doppiata da Miori Takimoto, che aveva cominciato la sua carriera come cantante di un gruppo j-pop, prima di diventare attrice, mentre i personaggi secondari furono assegnati a collaboratori di lunga data dello Studio Ghibli (Kayo, la sorella di Jirō, fu doppiata da Mirai Shida, che aveva già prestato la sua voce ad Arrietty in Arrietty - Il mondo segreto sotto il pavimento, e Hans Castorp da Steve Alpert, membro del dipartimento internazionale, le cui fattezze hanno ispirato anche il design del personaggio).
Per la prima volta in un lungometraggio Ghibli, molti effetti sonori (tra gli altri, i rumori creati per i motori degli aerei, il fischio di una locomotiva, il rombo di un'automobile e quello del terremoto del 1923) vennero realizzati manipolando dei suoni emessi con la bocca. Questa tecnica fu sperimentata da Miyazaki nel 2006 per il suo cortometraggio Yadosagashi destinato al Museo Ghibli. Miyazaki insistette che la registrazione audio fosse ripresa in mono anziché in stereo. La scelta, se da una parte limitava la possibilità di stratificare il sonoro (come dialoghi, effetti ambientali e musica), dall'altra permise al regista di far risaltare i suoni che reputava più importanti per la storia.

## Colonna sonora
Joe Hisaishi realizzò la colonna sonora di Si alza il vento, alla sua decima collaborazione con Hayao Miyazaki, ed eseguita dall'Orchestra Sinfonica Giapponese Yomiuri. La prima pubblicazione venne curata dalla Tokuma Japan Communications, facendola uscire su CD a metà luglio 2013.
La canzone Hikōki-gumo (ひこうき雲?), posta ai titoli di coda, è invece della cantautrice e pianista Yumi Arai, che la scrisse nel 1973, a sedici anni, dopo la morte prematura di una sua compagna di scuola.
Il produttore Toshio Suzuki la sentì in With Love of Japan, and Yuming, una raccolta celebrativa per i quarant'anni di carriera della cantante, e ne rimase talmente colpito che la consigliò a Miyazaki nel dicembre 2012, in quanto avvertiva che il testo in qualche modo rispecchiasse la storia del suo film. E così, durante la presentazione dell'edizione in Blu-ray di Kiki - Consegne a domicilio, venne chiesto direttamente alla compositrice di poterla usare. Lei accettò, proprio sul palco, e poco tempo dopo decise di ri-registrarla.
Si intitola poi Das gibt's nur einmal (in italiano: Accade soltanto una volta) la canzone tedesca eseguita al pianoforte da Hans Castorp, nell'Hotel Kusakaru. La musica fu composta da Werner Richard Heymann per il film Il congresso si diverte (Der Kongreß tanzt) del 1931, su testo di Robert Gilbert.

## Distribuzione
Si alza il vento è uscito nelle sale giapponesi il 20 luglio 2013 e, secondo i programmi dello Studio Ghibli, avrebbe dovuto essere distribuito contemporaneamente a La storia della Principessa Splendente, diretto da Isao Takahata, così come era avvenuto esattamente 25 anni prima con l'uscita contemporanea di Il mio vicino Totoro e Una tomba per le lucciole, il 20 luglio 1988. Ritardi nella produzione però posticiparono l'uscita nelle sale del secondo lungometraggio, che fu infine presentato il 23 novembre. In seguito all'annuncio del ritiro dalle scene di Miyazaki, il film venne riproposto per due settimane, dal 22 febbraio al 7 marzo 2014, in sei sale giapponesi.
La Walt Disney Studios Motion Pictures confermò la distribuzione della pellicola negli Stati Uniti tramite la Touchstone Pictures. L'adattamento venne curato dal responsabile al doppiaggio Gary Rydstrom e, come consuetudine per le edizioni nordamericane delle opere dello studio, presenta un cast di attori noti nel mondo dello spettacolo: Joseph Gordon-Levitt (nei panni di Jirō), Emily Blunt (come Nahoko), John Krasinski (nel ruolo di Honjo, collega e amico di Jirō), Werner Herzog (come Castorp) e, tra gli altri, Martin Short, Stanley Tucci ed Elijah Wood. Intitolato The Wind Rises, venne proiettato il 21 febbraio 2014 nelle sale di alcune città selezionate ed il 28 febbraio in maniera più diffusa in tutto il Paese. In Australia i diritti per la sua distribuzione furono acquistati da Madman Entertainment che lo fece uscire il 27 febbraio 2014, dopo due anteprime (una il 19 febbraio a Sydney e l'altra il giorno dopo a Melbourne).
In Europa infine il lungometraggio arrivò sempre nel 2014 per merito di una collaborazione tra il distributore Wild Bunch e lo Studio Ghibli, tranne in Francia, dove venne distribuito il 22 gennaio dalla Disney. In Spagna la Vértigo Films ne aveva annunciato l'uscita nel dicembre 2013 con il titolo di Se levanta el viento, salvo cambiarne poi il nome in El viento se levanta nell'aprile successivo, prima dell'uscita cinematografica il 25 aprile 2014. Nel Regno Unito il film venne distribuito da StudioCanal il 9 maggio. In Italia il lungometraggio si chiamò Si alza il vento ed uscì al cinema il 13 settembre con una tenitura di soli quattro giorni, distribuito dalla Lucky Red.

### Data di uscita
Le date di uscita cinematografiche internazionali furono:
- 20 luglio 2013 in Giappone (風立ちぬ Kaze tachinu)
- 5 settembre in Corea del Sud (바람이 분다)
- 18 settembre a Taiwan (風起)
- 19 dicembre a Hong Kong (風起了)
- 22 gennaio 2014 in Francia, Belgio francofono e Svizzera francofona (Le vent se lève)
- 20 febbraio in Russia (Ветер крепчает)
- 21 febbraio negli Stati Uniti in distribuzione limitata e il 28 febbraio in tutto il paese (The Wind Rises)
- 28 febbraio in Brasile (Vidas ao Vento)
- 5 marzo in Belgio fiammingo (The Wind Rises)
- 6 marzo in Nuova Zelanda (The Wind Rises)
- 14 marzo in Turchia (Rüzgar Yükseliyor)
- 20 marzo a Singapore (起风了)
- 28 marzo in Norvegia (Vinden stiger)
- 4 aprile in Finlandia (Tuuli nousee) e Svezia (Det blåser upp en vind)
- 16 aprile in Danimarca (Når vinden rejser sig)
- 25 aprile in Spagna (Se levanta el viento)
- 1º maggio nei Paesi Bassi (The Wind Rises)
- 9 maggio nel Regno Unito e in Irlanda (The Wind Rises)
- 16 maggio in Estonia
- 19 giugno in Ungheria (Szél támad) e Kuwait
- 17 luglio in Germania (Wie der Wind sich hebt)
- 24 luglio in Israele (Ha'rouakh ha'ola) e Messico (Se levanta el viento)
- 29 agosto in Austria (Wie der Wind sich hebt) e Polonia (Zrywa się wiatr)
- 13 settembre in Italia (Si alza il vento)
- 19 marzo 2015 in Portogallo (As Asas do Vento)[80]
- 16 aprile in Argentina (Se levanta el viento)
- 24 ottobre 2017 in Cile (Se levanta el viento)

### Divieti
Le commissioni di censura di alcuni Paesi stabilirono alcune limitazioni per la visione della pellicola:
- Argentina: Atp (DVD rating)
- Australia: PG
- Brasile: 12
- Canada: PG (Alberta/Manitoba/Nuova Scozia/Ontario)
- Canada: G (Columbia Britannica)
- Cile: TE (2015, film festival rating)
- Corea del Sud: All
- Repubblica Ceca: 12
- Regno Unito: PG
- Filippine: PG-13
- Francia: Tous publics
- Germania: 6
- Hong Kong: I
- Italia: T
- Irlanda: PG
- Giappone: G
- Malaysia: P13
- Messico: A
- Paesi Bassi: 6
- Nuova Zelanda: PG
- Norvegia: 7
- Portogallo: M/12
- Russia: 12+
- Singapore: PG
- Spagna: 7
- Svezia: 7
- Svizzera: 8
- U.S.A.: PG-13 (#48762)
- Ucraina: ZA
- Ungheria: 12

### Edizione italiana

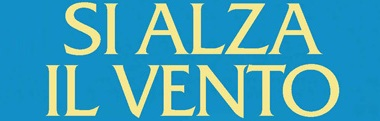
Il logo italiano del film, così com'è stato distribuito dalla Lucky Red

I diritti per l'adattamento italiano vennero acquisiti dalla Lucky Red, che aveva già distribuito gran parte dei film prodotti dallo Studio Ghibli. L'opera uscì in anteprima nazionale alla 70ª Mostra internazionale d'arte cinematografica di Venezia il 1º settembre 2013 in versione sottotitolata in inglese e italiano. Per l'edizione uscita nei cinema italiani il 13 settembre 2014, la traduzione dal giapponese fu eseguita da Elisa Sato Nardoni, mentre Gualtiero Cannarsi curò l'adattamento ai dialoghi e diresse il doppiaggio. Questi spiegò, in un'intervista di Gabriele Niola per il webzine Badtaste, che il testo si era presentato molto complesso da tradurre per via dei molti tecnicismi, soprattutto aeronautici, che lo connotavano. Per esempio «[...] una parola semplice come 桁 (keta) non è che significhi schiettamente “longherone”. Anzi, nessun dizionario né giapponese-italiano, né giapponese-inglese e neppure giapponese monolingua ne riporta quell'accezione: è troppo tecnica. Normalmente, 桁 (keta) significa: “colonna, raggio, misura, decina (colonna d’ordine decimale), ordine di grandezza” e altro ancora. Quindi, come si fa a capire che se parliamo di progettazione aeronautica si tratta specificamente di un “longherone”, termine che la persona comune (come me) non ha forse mai sentito? [...]» Si rese pertanto necessaria una ricerca a livello linguistico e semantico di numerosi termini, che inoltre variavano nella sfumatura di significato a seconda del registro linguistico del personaggio che li pronunciava.

### Edizioni home video
In Giappone il film venne distribuito da Walt Disney Animation Japan il 18 giugno 2014 in DVD (due dischi) e Blu-Ray Disc (disco singolo). L'edizione in DVD contiene tracce audio e sottotitoli in giapponese e inglese, oltre ad alcuni extra come storyboard, trailer, un videoclip di Hikouki-gumo e video promozionali. Il Blu-ray presenta invece, in aggiunta, audio e sottotitoli in francese, russo, coreano, cantonese e mandarino, una registrazione audio della sceneggiatura e la conferenza stampa di addio alle scene del regista Miyazaki. Entrambe le versioni, alla prima tiratura, contenevano una cartolina in tema con l'opera ed un aeroplanino di carta. Il lungometraggio venne inserito nei cofanetti DVD e Blu-ray contenenti tutte le opere di Hayao Miyazaki e distribuiti in Giappone il 2 luglio 2014 da Walt Disney Studio Home Entertainment. Il 2 dicembre dello stesso anno la Warner Home Video, per conto della Lucky Red, lo pubblicò in Italia, sempre nei due formati.
Nel 2015 Si alza il vento fu il quinto film più comprato in home video nel Regno Unito, il terzo per quanto concerne le produzioni asiatiche (sotto The Raid 2: Berandal e La storia della Principessa Splendente). Sebbene i diritti di distribuzione in Nord America fossero scaduti a partire dal 2017, la Walt Disney Studios Home Entertainment continuò ad occuparsi della diffusione del film fino al 22 settembre 2020, quando GKIDS lo pubblicò in DVD e Blu-ray attraverso Shout! Factory. Ad aprile 2022, le vendite di queste edizioni fisiche toccarono sul suolo statunitense i 9 milioni di dollari.

## Accoglienza

### Incassi
Si alza il vento debuttò in Giappone in 454 sale cinematografiche, attirando circa 750.000 spettatori e guadagnando circa un miliardo di yen nel weekend di apertura. Rimase in cima alle classifiche del botteghino per otto settimane consecutive. Con 12 miliardi di yen di ricavi, è la produzione di maggior incasso in patria del 2013, surclassando altri blockbuster quali One Piece Film: Z, Doraemon: Nobita no himitsu dōgu museum e Meitantei Conan - Zekkai no private eye.
Anche a livello internazionale ottenne un buon riscontro. Negli Stati Uniti, dopo un'apertura limitata a 21 sale, nel secondo fine settimana la trasmissione venne ampliata ad altre 496 in tutto il Paese, rimanendo in programmazione per tredici settimane e generando introiti per 5,2 milioni di dollari. Secondo i dati di Box Office Mojo, gli Stati in cui il film ha incassato di più in apertura sono la Francia (5446333 $), Hong Kong (1886354 $), il Regno Unito (1210181 $) e l'Italia (676464 $). Il sito Cineblog.it inoltre riporta che durante i quattro giorni di programmazione italiani racimolò quasi un milione di euro.

### Critica
Il film venne accolto in modo molto positivo dai critici cinematografici. Infatti il sito aggregatore Rotten Tomatoes indica che l'88% delle 172 recensioni registrate sono positive, con un voto medio di 7.88/10 e con il seguente consenso: «Si alza il vento è un canto del cigno giustamente agrodolce per il regista Hayao Miyazaki»; Metacritic lo valuta con un punteggio di 83/100 basato su 41 valutazioni, risultante in un' "acclamazione universale".
David Ehrlich di IndieWire, conferendogli un voto di 9,7/10, lo definì «forse il miglior film di animazione mai realizzato», aggiungendo: «Sebbene l'inizio del film sia discordante, le deviazioni non apologetiche di Miyazaki dalla realtà dei fatti aiutano Si alza il vento a oltrepassare la linearità della sua struttura scontata, il film si rivela quindi essere meno biografico e piuttosto un irresistibile e sincero lamento per la corruzione della bellezza, e di come dev'essere inevitabilmente commovente la risposta umana a quella perdita. I film di Miyazaki sono spesso ossessionati dall'assenza, il valore delle cose che ci lasciamo indietro e di come i fantasmi di cose bellissime siano ricercati dentro i nostri ricordi come le ombre di un fallout nucleare, e Si alza il vento "ricorda" come solo un capolavoro finale può fare».
Il Japan Times gli diede 31⁄2 stelle su 5, descrivendolo come «una sontuosa celebrazione visiva di un autentico Giappone prebellico». In una recensione per l'Asia-Pacific Journal: Japan Focus, Matthew Penney scrisse: «Quel che Miyazaki offre è uno sguardo stratificato di come la passione per il volo di Horikoshi sia stata resa prigioniera dal capitale e dal militarismo», e «(il film) è una delle visioni più ambiziose e stimolanti di Miyazaki oltre ad essere uno dei suoi progetti visivi più belli».
Gabriele Niola su MYmovies.it gli conferì 4 stelle su 5, trovandolo «un film il cui linguaggio e la cui grammatica audiovisiva ricordano più la messa in scena dal vivo che quella animata». Del regista ebbe a dire: «Miyazaki torna a descrivere le emozioni più elevate, a raccontare lo splendore di essere vivi in questo pianeta, unito all'esigenza di continuare a vivere nonostante tutto (...), utilizzando uno stile che rifiuta il tratto grosso e si ostina a dimostrare come si possano toccare le corde più profonde e stimolare gli stordimenti emotivi più vertiginosi attraverso lo stile più delicato e sottile possibile». Anche Federica Lippi di Fumettologica lo elogiò, scrivendo che «il film è calibrato perfettamente, come se il regolo calcolatore continuamente utilizzato dal protagonista misurasse le proporzioni non solo degli aerei che disegna ma anche della sua vita, e in qualche modo dell’andamento del film stesso». Infine Marco Lucio Papaleo, nella sua recensione per il webzine Everyeye.it, gli assegnò 9/10, definendolo «il testamento spirituale e artistico di Hayao Miyazaki: uno spaccato storico e umano di rara profondità.».

## Riconoscimenti
- 2014 – Premio Oscar[108][109][110]
  - Candidatura come miglior film d'animazione
- 2014 - Golden Globe[111][112]
  - Candidatura come miglior film straniero
- 2013 – Alliance of Women Film Journalists[113]
  - Miglior film d'animazione
- 2014 – Annie Award[114][115][116]
  - Miglior sceneggiatura di un film a Hayao Miyazaki
  - Candidatura come miglior film d'animazione
  - Candidatura come miglior animazione dei personaggi in un film a Kitarō Kōsaka
- 2013 – Asia Pacific Screen Awards[117]
  - Candidatura come miglior film d'animazione
- 2013 – Boston Online Film Critics Association[118]
  - Miglior film d'animazione (insieme a Frozen)
- 2013 – Boston Society of Film Critics[119]
  - Miglior film d'animazione
- 2013 – Chicago Film Critics Association[120]
  - Miglior film d'animazione
  - Candidatura come miglior film straniero
- 2014 – Critics' Choice Movie Award[121]
  - Candidatura come miglior film d'animazione
- 2013 – Dallas-Fort Worth Film Critics Association[122]
  - Candidatura come miglior film straniero
- 2014 – Denver Film Critics Society[123][124]
  - Candidatura come miglior film d'animazione
- 2013 – Florida Film Critics Circle[125]
  - Candidatura come miglior film d'animazione
- 2014 – Georgia Film Critics Association[126]
  - Candidatura come miglior film d'animazione
- 2013 – Houston Film Critics Society[127]
  - Candidatura come miglior film d'animazione
- 2014 – IGN's Best of 2013 Awards[128]
  - Candidatura come miglior film d'animazione
- 2013 – Indiana Film Critics Association[129]
  - Miglior film d'animazione
- 2014 – International Cinephile Society[130]
  - Miglior film d'animazione
- 2014 – Iowa Film Critics[131]
  - Candidatura come miglior film d'animazione
- 2014 – Awards of the Japanese Academy[132][133]
  - Miglior film d'animazione dell'anno
  - Miglior colonna sonora a Joe Hisaishi
- 2013 – Las Vegas Film Critics Society[10]
  - Candidatura come miglior film d'animazione
- 2013 – Los Angeles Film Critics Association[134]
  - Candidatura come miglior film di animazione
- 2013 – Mill Valley Film Festival[135]
  - Audience Favorite – Animazione
- 2013 – National Board of Review of Motion Pictures[136]
  - Miglior film d'animazione
- 2013 – New York Film Critics Circle Awards[137]
  - Miglior film d'animazione
- 2013 – New York Film Critics Online[138]
  - Miglior film d'animazione
- 2013 – New York Film Festival[10]
  - Candidatura al Grand Marnier Fellowship Award per il miglior film
- 2013 – Online Film Critics Society[139]
  - Miglior film d'animazione
  - Candidatura come miglior film non in lingua inglese
  - Candidatura come miglior regista a Hayao Miyazaki
  - Candidatura come miglior sceneggiatura non originale a Hayao Miyazaki
  - Candidatura come miglior fotografia a Atsushi Okui
- 2013 – Phoenix Film Critics Society[140]
  - Candidatura come miglior film d'animazione
- 2013 – San Diego Film Critics Society Awards[141]
  - Miglior film d'animazione
- 2013 – San Francisco Film Critics Circle[142]
  - Miglior film d'animazione
- 2013 – Festival internazionale del cinema di San Sebastián[10]
  - Candidatura all'Audience Award
- 2013 – St. Louis Film Critics Association Awards[143]
  - Candidatura come miglior film d'animazione
- 2014 – Satellite Award[144]
  - Miglior film d'animazione o a tecnica mista
- 2013 – Southeastern Film Critics Association[145]
  - Candidatura come miglior film d'animazione
- 2013 – Toronto Film Critics Association[146][147]
  - Miglior film d'animazione
- 2013 – Toronto International Film Festival[10]
  - Candidatura al People's Choice Award per il miglior film drammatico
- 2013 – Utah Film Critics Association[148]
  - Miglior film d'animazione (insieme a La collina dei papaveri)
- 2013 – Mostra internazionale d'arte cinematografica
  - Candidatura come Leone d'oro
- 2013 – Washington D.C. Area Film Critics Association[149]
  - Candidatura come miglior film d'animazione
- 2013 – Women Film Critics Circle[150]
  - Miglior film per la famiglia
  - Candidatura come miglior film d'animazione
- 2015 – Saturn Award[151]
  - Candidatura come miglior film di animazione

## Influenza culturale

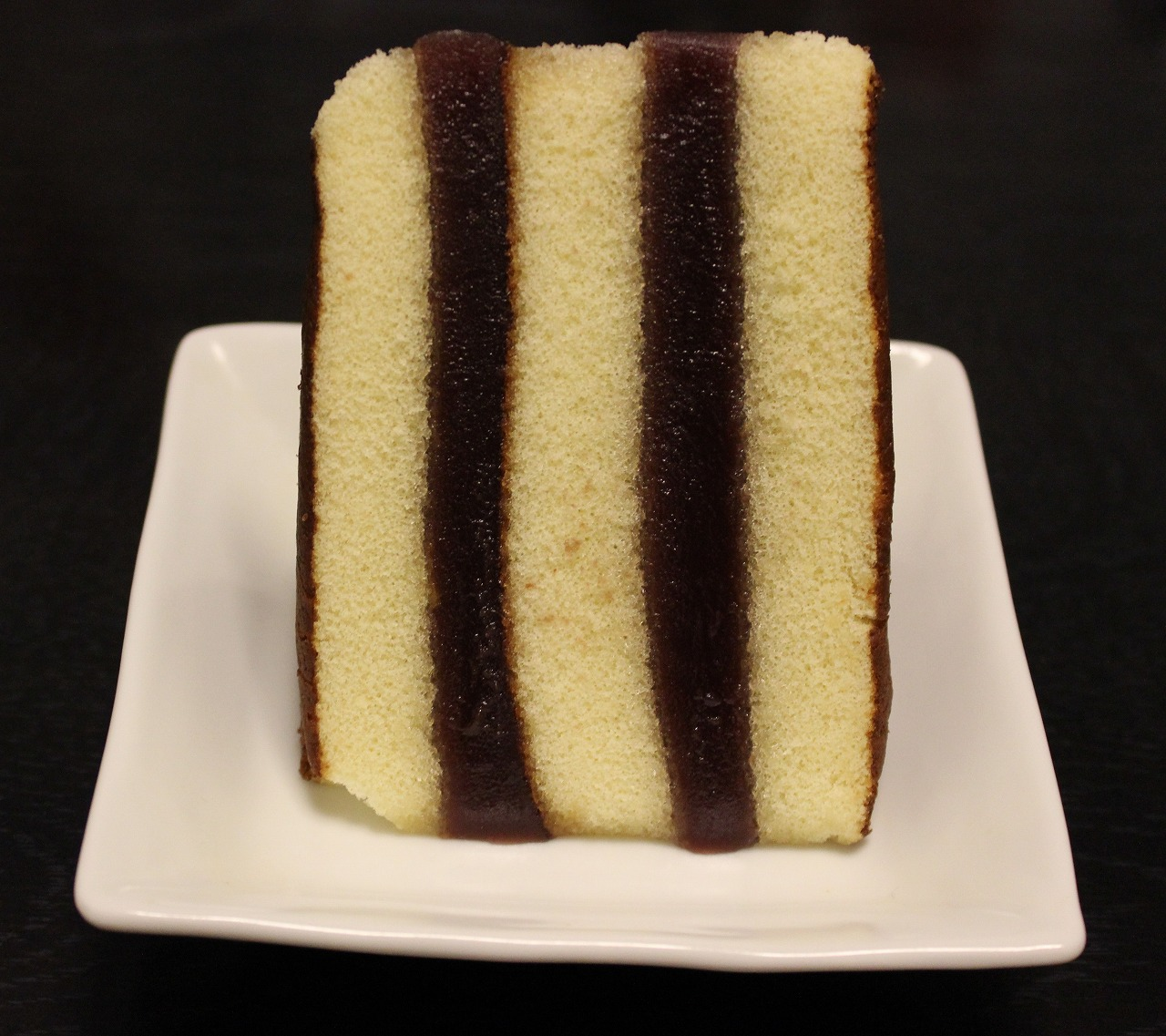
Il dolce giapponese Siberia

Si alza il vento descrive con precisione la società giapponese degli anni Venti e Trenta: in una scena Jirō offre a tre bambini affamati un dolce, chiamato "Siberia", formato da due fette di castella (カステラ?, kasutera, pan di Spagna fatto con uova, zucchero e farina) che racchiudono dello yōkan (composto gelatinoso di pasta di fagioli rossi, agar agar e zucchero). Molto popolare prima della seconda guerra mondiale, andò via via scomparendo a partire dagli anni sessanta. Al momento dell'uscita del film in Giappone, infatti, non era più in commercio. Però, proprio questa sua apparizione nella pellicola risvegliò la curiosità e la voglia nel pubblico e le poche panetterie che lo producevano videro un aumento esponenziale delle vendite, in particolare tra le donne anziane che lo avevano consumato all'epoca.

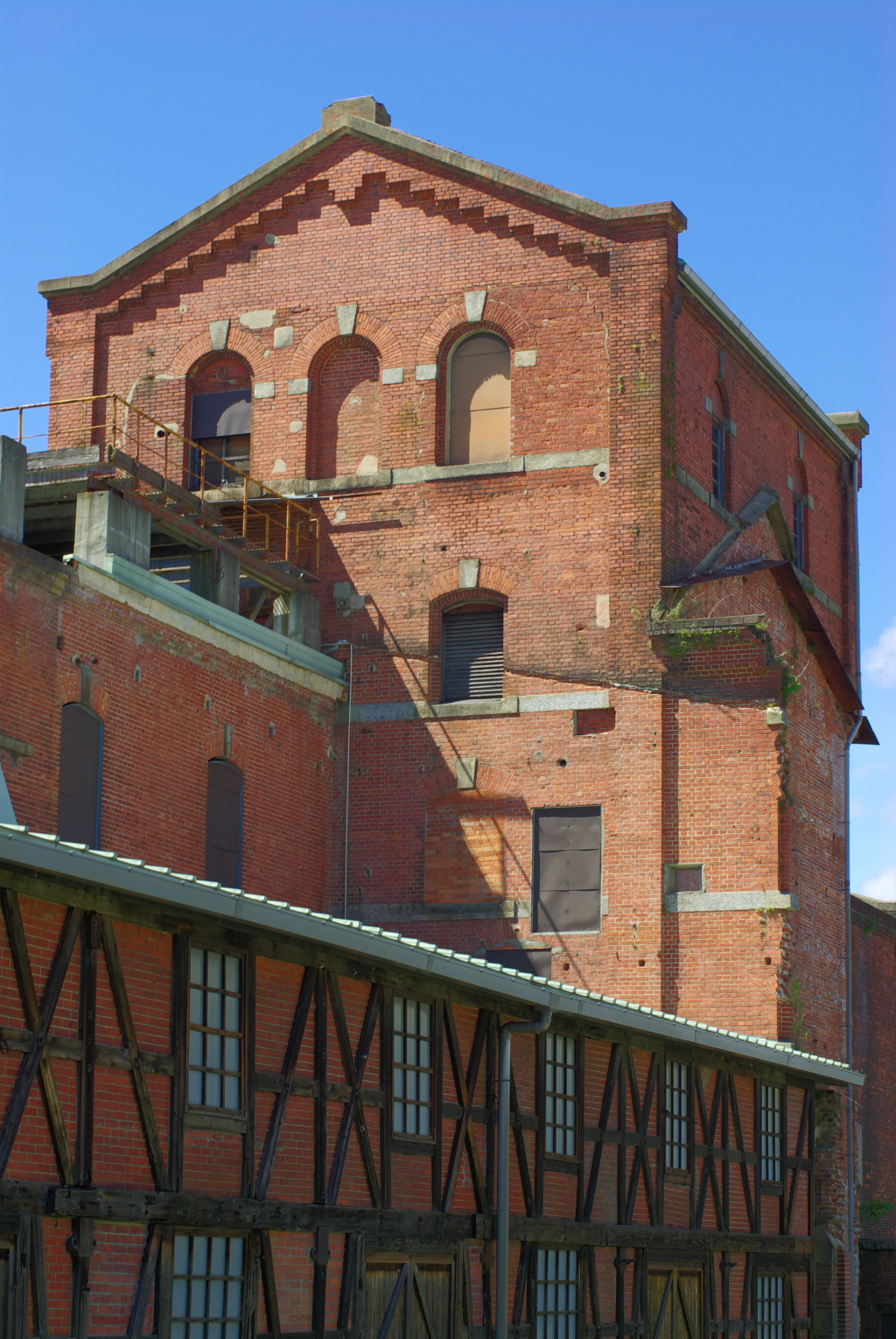
Un birrificio Kabuto a Handa

L'anime suscitò anche l'interesse per i luoghi raffigurati, come la fabbrica della birra Kabuto di Handa, nella prefettura di Aichi, costruita in mattoni rossi e considerata patrimonio culturale importante inaccessibile al pubblico: l'afflusso di visitatori, che avevano visto l'opera di Miyazaki, spinse le autorità locali a intraprendere dei lavori di restauro per poter consentire una migliore accoglienza all'area. Anche Villa Maeda, la casa che è stata presa a modello per la dimora in cui abitano Nahoko e Jirō, beneficiò del lungometraggio e vide aumentare considerevolmente l'afflusso di turisti.

## Citazioni letterarie

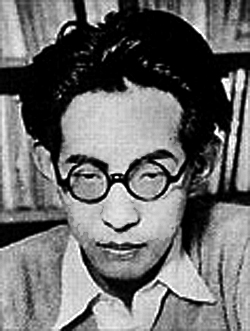
Lo scrittore Tatsuo Hori

Il titolo Kaze tachinu è un omaggio ai primi versi della poesia Le cimetière marin di Paul Valéry, che hanno dato il titolo anche al romanzo Si alza il vento (風立ちぬ?, Kaze tachinu) di Tatsuo Hori. A causa di un errore di traduzione tuttavia vennero a suo tempo male interpretati dallo scrittore, che li intese in senso negativo: «Si alza il vento!... e dovremmo forse cercare di vivere?». Lo Studio Ghibli con il film di Miyazaki ha ripristinato il loro senso positivo originale.
In tre scene (nella sala riunioni della Mitsubishi, e per due volte nell'ingresso della casa del Signor Kurokawa, il diretto superiore di Jirō) si legge bene in evidenza una sentenza scritta con la calligrafia del poeta e monaco Zen Ryōkan Taigu (良寛大愚?, Ryōkan Taigu), che recita «Tenjō taifū» (天上大風?), letteralmente «Sopra il cielo il grande vento», tradotta nei sottotitoli italiani con «Grande vento nell'alto dei cieli». Ryōkan è uno dei massimi poeti e maestri spirituali del Giappone; dal punto di vista letterario basti citarne l'elevata considerazione da parte di Yasunari Kawabata, che lo ringraziò nel suo discorso di accettazione del premio Nobel nel 1968. 

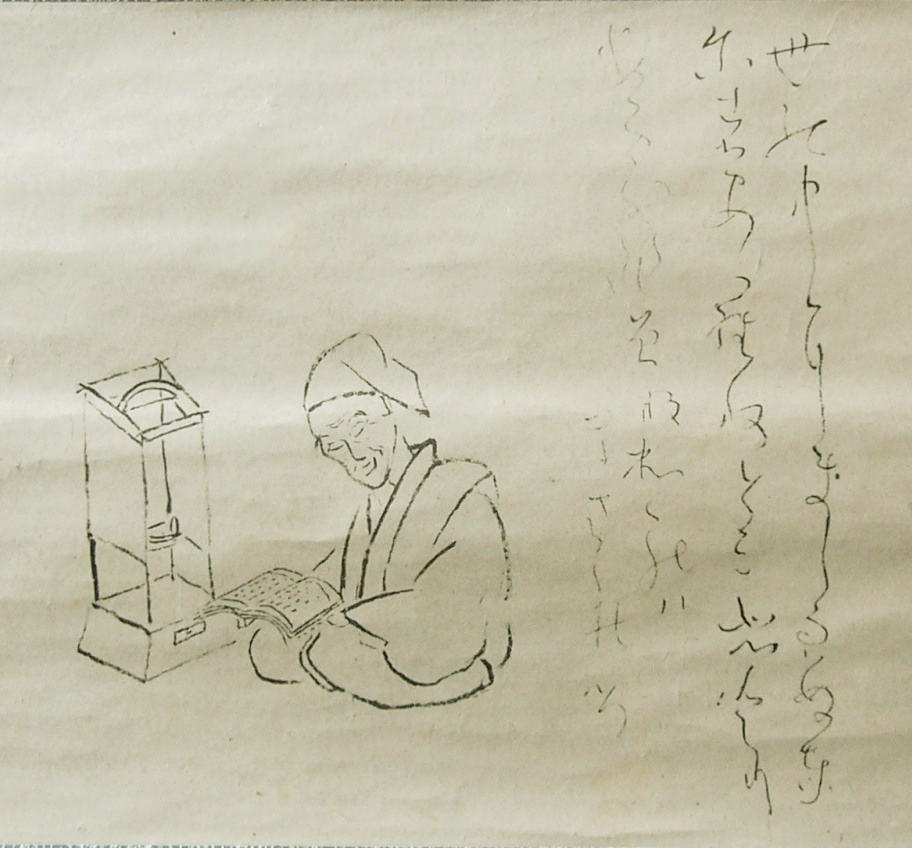
Ritratto con calligrafia di Ryōkan Taigu

Un ulteriore tributo può ritrovarsi nella scena finale del film, in cui Jirō cammina tra i resti degli aerei distrutti (quasi personificati), in una sterminata pianura erbosa. In questo caso il rinvio è agli ultimi versi dettati da Ryōkan, in punto di morte, che recitano: «Come rugiada / sui fili d'erba / di Musashino / così scompare / la nostra vita».
La parte di storia del lungometraggio legata al rapporto tra i due protagonisti è interamente basata sull'omonimo romanzo del 1936-37 scritto da Tatsuo Hori. Nel libro si parla di una donna senza nome che combatte la tubercolosi in un sanatorio di montagna (una forte componente autobiografica dato che Tatsuo Hori soffrì di tubercolosi). Il nome Nahoko è un omaggio alla protagonista di un altro celebre scritto del medesimo autore, Nahoko (菜穂子?, 1941), narrato in prima persona da un uomo il cui nome non viene mai menzionato.
Molti aspetti della parte centrale dell'anime inoltre, ambientata nell'albergo montano, richiamano il romanzo La montagna incantata di Thomas Mann: in primo luogo il personaggio di Hans Castorp ha lo stesso nome del protagonista del libro e lo stesso cita esplicitamente quest'ultimo in una battuta, notando e sottolineando le somiglianze tra l'albergo dove lui e Horikoshi soggiornano ed il Berghof dell'opera letteraria e come entrambi influenzino la vita di coloro che vi trascorrono le vacanze. Inoltre il sanatorio dove Nahoko si ricovera per guarire dalla tubercolosi assomiglia, oltre al già citato Berghof, anche alla residenza descritta sempre da Mann nel romanzo breve Tristano.

## Casi mediatici
Il film uscì in Giappone in un contesto sociopolitico che favorì alcune controversie riguardo l'interpretazione della figura di Jirō Horikoshi, considerato anche il fatto che il personaggio nell'opera ha una visione pacifista. In quel momento il dibattito politico era infatti incentrato sulla proposta dei liberal democratici di Shinzō Abe di rivedere l'articolo 9 della Costituzione, per permettere la rimilitarizzazione del Paese.
I nazionalisti furono particolarmente irritati da un articolo scritto dallo stesso Miyazaki a ridosso dell'uscita del film, in cui criticava fortemente la riforma e la destra giapponese in generale. In un'intervista all'Asahi Shinbun, il regista affermò di avere «sentimenti molto complicati» riguardo alla seconda guerra mondiale, dato che, da pacifista, sentiva come il Giappone militarista avesse agito con «insensata arroganza»; tuttavia, disse anche che lo Zero «rappresentava una delle poche cose di cui noi giapponesi possiamo andare fieri - (Gli zero) erano una presenza davvero straordinaria, così come i piloti che ci volavano».
Inoltre, secondo un'organizzazione anti-tabacco nipponica il tabagismo dei personaggi appariva eccessivo e non essenziale ai fini della narrazione e parte del pubblico sudcoreano fece notare che tra gli operai che assemblavano gli aerei vi erano prigionieri di guerra provenienti dalla penisola coreana. Ciononostante, tali critiche non pregiudicarono il successo commerciale dell'opera.

## Merchandising
Come per i suoi precedenti lavori, lo Studio Ghibli, all'uscita di Si alza il vento, immise sul mercato diversi prodotti di merchandise ad esso legati: molte pubblicazioni in giapponese, che riportano la trama o parlano delle diverse tappe della creazione dell'opera, un manga in due volumi, edito nell'agosto del 2013 da Tokuma Shoten, che riprende le immagini e i dialoghi, un libro illustrato a copertina rigida, dello stesso editore, che racconta la storia utilizzando la sceneggiatura e fotogrammi di alcune sequenze, e così via. Nello stesso periodo del fumetto, venne edita dalla Kakokawa Shoten una Guida visuale al film, contenente, oltre alla trama, le interviste con il produttore Toshio Suzuki e l'attrice Miori Takimoto. The Art of The Wind Rises è invece una raccolta di ricerche, schizzi, storyboard, dietro le quinte della produzione, interviste allo staff, foto e la sceneggiatura completa in giapponese; curato sempre da Tokuma Shoten, è stato stampato su carta lucida ad alta qualità e messo sul mercato il 24 luglio 2013.
Tra i prodotti più curiosi legati al film e in vendita al Museo Ghibli c'è la perfetta riproduzione degli occhiali indossati dal protagonista, creati su richiesta dello studio da un'azienda di Sabae.

## Documentari
Durante il periodo di produzione, una troupe della NHK filmò il lavoro del team allo Studio Ghibli e ne trasse un documentario di due ore sulla realizzazione di Si alza il vento. Intitolato 'Kaze tachinu' 1000 nichi no kiroku / Intai sengen shirare zaru monogatari (「風立ちぬ」1000日の記録/引退宣言 知られざる物語? lett. "Documentario sui 1000 giorni di "Si alza il vento" / La storia e una dichiarazione di pensionamento sconosciuta"), venne mandato in onda come speciale dal canale televisivo il 26 agosto 2013 e distribuito in Blu-ray dal 27 giugno 2014. Nello stesso periodo, Mami Nusada realizzò un altro docufilm, Il regno dei sogni e della follia (夢と狂気の王国?, Yume to kyōki no ōkoku), che invece tratta delle ultime fasi lavorative del progetto. Uscito nelle sale giapponesi il 16 novembre 2013, fu presentato in anteprima mondiale in Francia nel giugno 2014 al Festival internazionale del film d'animazione di Annecy.